# Cryptocoryne walkeri
Cryptocoryne walkeri är en kallaväxtart som beskrevs av Heinrich Wilhelm Schott. Cryptocoryne walkeri ingår i släktet Cryptocoryne och familjen kallaväxter. Inga underarter finns listade.